# La Pie voleuse
La gazza ladra
Pour les articles homonymes, voir La Pie voleuse (homonymie).
Personnages
- Ninetta, servante des Vingradito (soprano)
- Fabrizio Vingradito, riche fermier (basse)
- Lucia, sa femme (mezzo-soprano)
- Giannetto, son fils, un soldat (ténor)
- Fernando Villabella, le père de Ninetta, un soldat (baryton)
- Gottardo, maire du village (basse)
- Pippo, jeune paysan au service de Fabrizio (contralto)
- Giorgio, domestique du maire (basse)
- Isacco, marchand ambulant (ténor)
- Antonio, le geôlier (ténor)
- Ernesto, un soldat, ami de Fernando (basse)

La Pie voleuse (La gazza ladra, en italien) est un opéra italien en deux actes de Gioachino Rossini, créé en 1817. Le livret de Giovanni Gherardini est une adaptation d'une pièce de théâtre française contemporaine La Pie voleuse, ou la Servante de Palaiseau, de Théodore Baudouin d'Aubigny et Louis-Charles Caigniez (1815). L'opéra remporte un grand succès à sa création et reste aujourd'hui célèbre en particulier pour son ouverture grandiose. Cet opéra est le premier d'une longue série d'opéras semi-sérieux (opera semiseria) de Rossini.

## Histoire

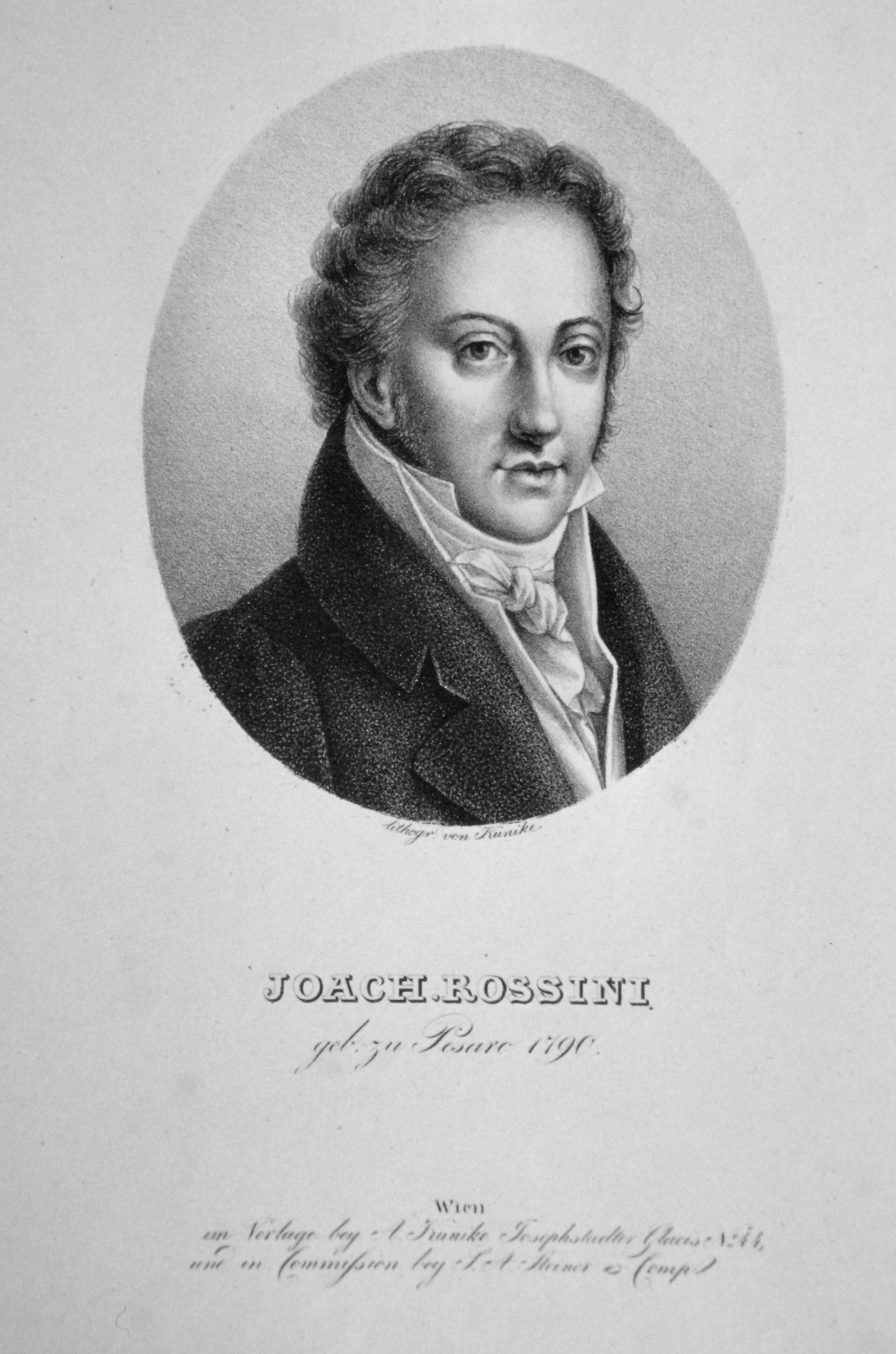
Gioachino Rossini, vers 1817.

Cette œuvre fait suite aux succès des œuvres L'Italienne à Alger (1813), Le Barbier de Séville (1816), et La Cenerentola (1817). Gioachino Rossini est alors âgé de 25 ans lorsque La Scala de Milan lui commande cet opéra semi-sérieux (opera semiseria), mêlant des éléments comiques et dramatiques du mélodrame théâtral français La Pie voleuse, ou la Servante de Palaiseau, créé deux ans plus tôt à Paris, et inspiré des faits réels d’une erreur judiciaire affligeante. Cet opéra est dès sa création un des plus grands succès international de Rossini,. 

## Argument
Dans un village du nord de l'Italie soumis à une stricte loi martiale à cause des guerres napoléoniennes, la servante Ninetta est au service du riche fermier Fabrizio Vingradito et de son épouse Lucia. Si son maître voit d'un bon œil qu'elle devienne sa bru au retour imminent de son fils Giannetto de la guerre, il n'en est pas de même de Lucia, qui y voit une mésalliance.

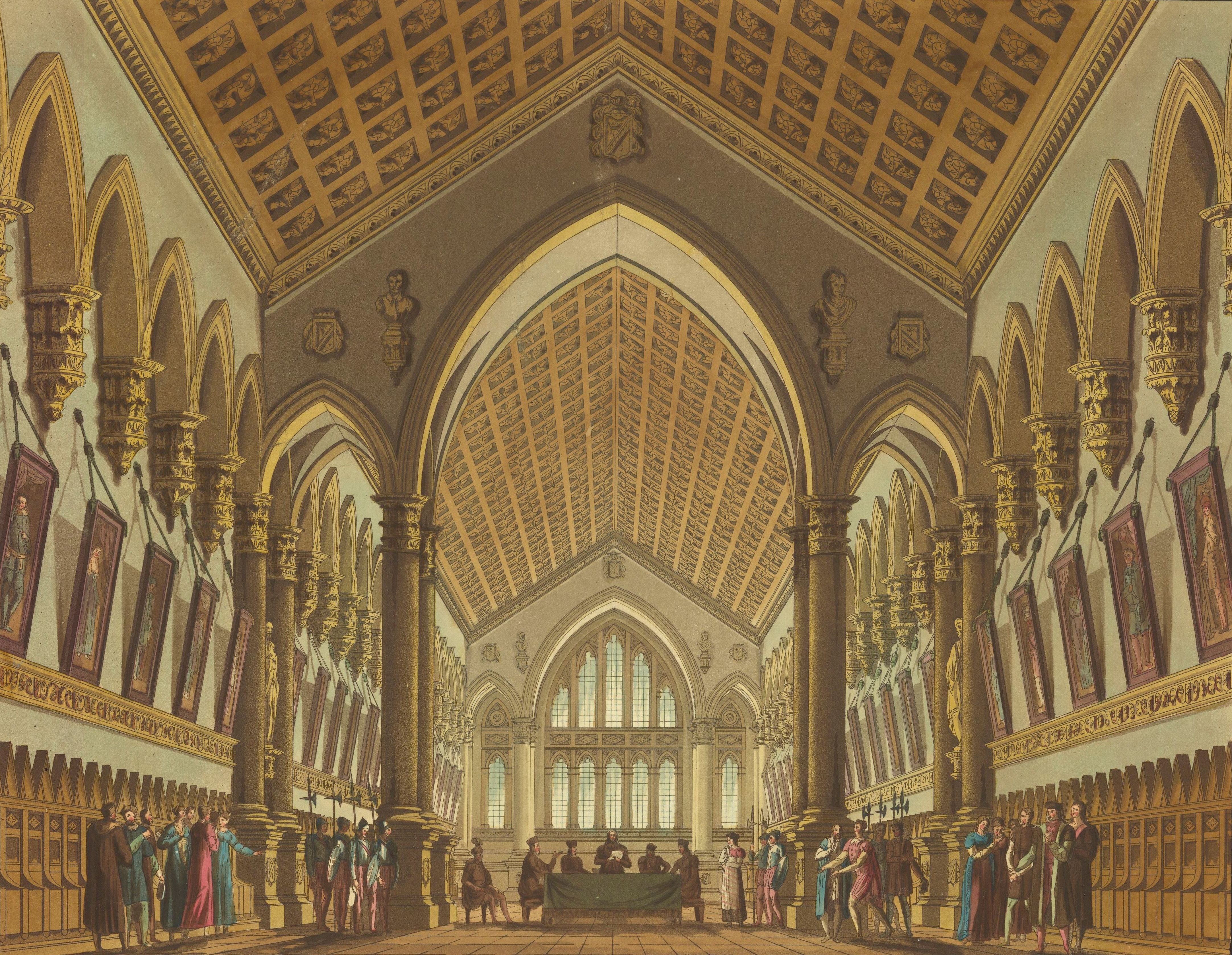
Décor original de la salle de tribunal (de l'acte 2, scène 9) créée par Alessandro Sanquirico pour la première de La gazza ladra (La Pie voleuse) à La Scala de Milan en 1817.

Après avoir déserté, le père de Ninetta, Fernando Villabella, demande à sa fille de vendre sa cuillère et sa fourchette en argent car il a un besoin pressant d'argent. Ninetta effectue la transaction avec le colporteur Isacco, mais au même moment, une pie vole une cuillère en argent de Fabrizio.
Accusée par Lucia de vol aggravé, Ninetta est condamnée à la peine de mort. Elle aurait pu se disculper devant le tribunal en précisant qu'elle a vendu des couverts appartenant à son père (dont les initiales sont les mêmes que celles de son maître Fabrizio), mais il aurait alors été arrêté et exécuté pour désertion.
Pour sauver sa fille, Fernando se livre à la justice…, mais en vain, car la sentence frappant Ninetta n'est pas levée. On apprend alors dans le village que la paix est intervenue, et qu'une amnistie a été proclamée. Fernando va pouvoir en bénéficier. Quant à Ninetta, elle échappera in extremis à la mort car la pie voleuse sera découverte et capturée avec son butin, ce qui l'innocentera, et elle pourra épouser Giannetto.

## Personnages
| Personnages                                        | Tessitures    | Distribution lors de la création le 31 mai 1817 (Chef d'orchestre: Alessandro Rolla) |
| -------------------------------------------------- | ------------- | ------------------------------------------------------------------------------------ |
| Ninetta, servante des Vingradito                   | soprano       | Teresa Belloc-Giorgi                                                                 |
| Fabrizio Vingradito, riche fermier                 | basse         | Vincenzo Botticelli                                                                  |
| Lucia, sa femme                                    | mezzo-soprano | Marietta Castiglioni                                                                 |
| Giannetto, son fils, un soldat                     | ténor         | Savino Monelli                                                                       |
| Fernando Villabella, le père de Ninetta, un soldat | baryton       | Filippo Galli                                                                        |
| Gottardo, podestat du village                      | basse         | Antonio Ambrosi                                                                      |
| Pippo, jeune paysan au service de Fabrizio         | contralto     | Teresa Gallianis                                                                     |
| Giorgio, domestique du maire                       | basse         | Paolo Rosignoli                                                                      |
| Isacco, marchand ambulant                          | ténor         | Francesco Biscottini                                                                 |
| Antonio, le geôlier                                | ténor         | Francesco Biscottini                                                                 |
| Ernesto, un soldat, ami de Fernando                | basse         | Alessandro De Angeli                                                                 |

## Création

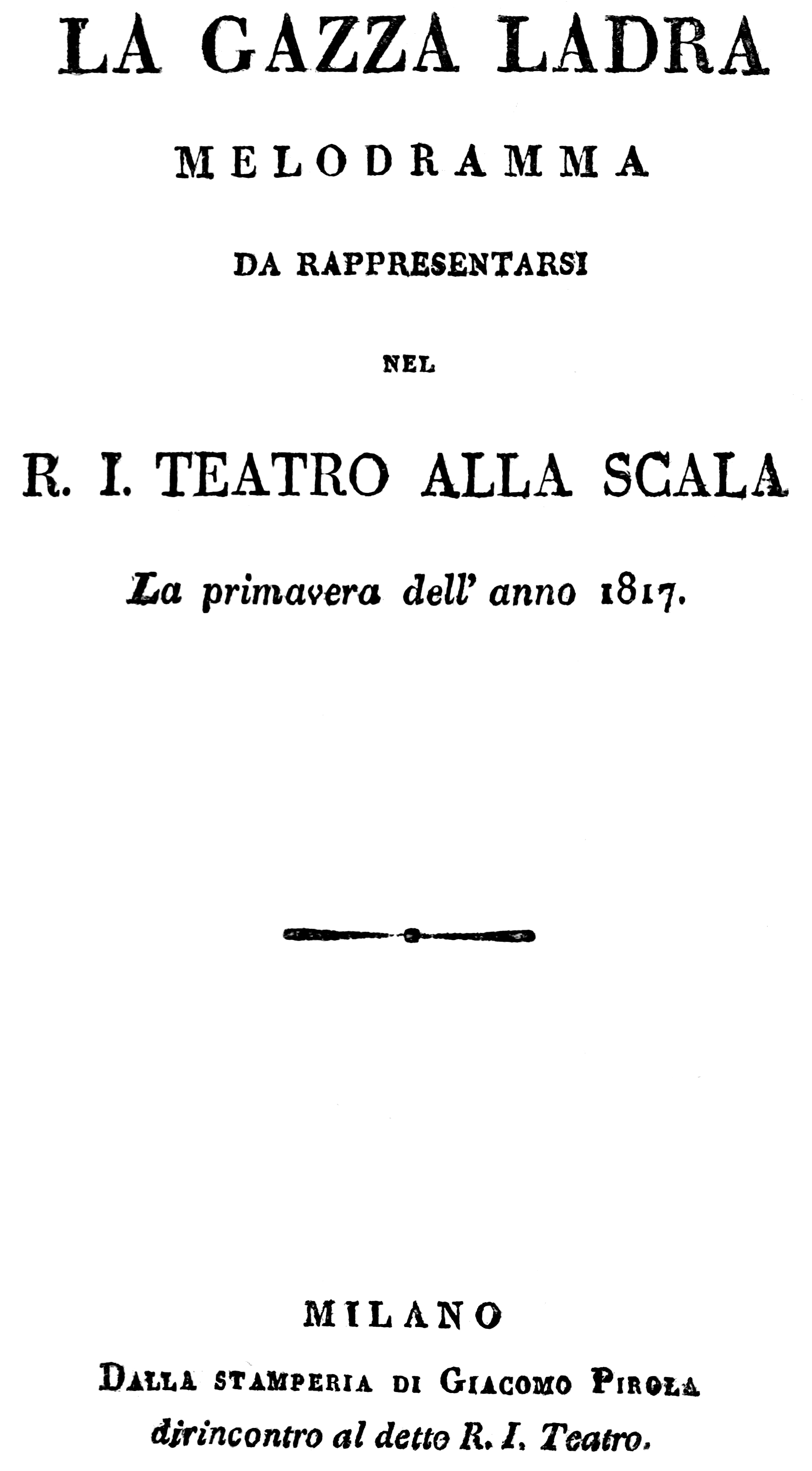
Livret de La gazza ladra (La Pie voleuse) de 1817.

La gazza ladra est créée le 31 mai 1817 à La Scala de Milan. Rossini modifie la partition lorsque l'œuvre est jouée à Pesaro en 1818 puis au théâtre del Fondo et au théâtre San Carlo à Naples en 1819 et en 1820. Rossini révise la partition une dernière fois à Paris en 1866.
En 1966, l'opéra est donné au Sadler's Wells Theatre à Londres, en anglais mais selon la partition originale reconstituée.

## Réception
Cet opéra constitue, lors de sa création, un des plus grands succès de Rossini. Stendhal rapporte que la première fut l'une des plus éclatantes qu'il ait connues. Il est joué avec succès dans de nombreux théâtres et opéras du monde jusqu'en 1830.

## Postérité
En 1991, l'ouverture est interprétée au concert du nouvel an à Vienne, sous la direction de Clauddio Abbado. C'est la seule fois où une œuvre de Rossini est entendue lors de ce traditionnel concert.

## La gazza ladradans la culture populaire contemporaine
C'est l'ouverture de La gazza ladra qui constitue aujourd'hui le seul passage populaire de l'opéra. Les différents thèmes de cette ouverture, « une des plus vivantes et des plus splendides de Rossini », ont été de nombreuses fois utilisés dans des publicités ou au cinéma : 
- en ouverture des concerts du groupe anglais de rock progressif Marillion lors de sa tournée en 1987. L'un de ces concerts est enregistré sur son double album baptisé The Thieving Magpie (« La Pie voleuse » en anglais).
- dans l'épisode L'Effroyable Mariée de la série britannique Sherlock, pour une séquence montrant le vol des joyaux de la Couronne.
- elle est aussi jouée sur un phonographe dans la mission Sapienza du jeu Hitman de 2016.
- L'opéra est évoqué (et constitue une des clés de l'histoire) dans l'album de Tintin Les Bijoux de la Castafiore de 1963. Le lecteur apprend ici que Tintin possède une connaissance de l'opéra classique.
- L'opéra et son ouverture sont cités à plusieurs reprises dans Chroniques de l'oiseau à ressort de l'écrivain japonais Haruki Murakami.
- elle est l'hymne du groupe Corsica Ferries et est jouée à chaque départ et arrivée des navires de ce groupe.

## Au cinéma
- 1938 : Symphonie d'une cour de ferme, court métrage d'animation américain de Walt Disney
- 1955 : Vacances à Venise, de David Lean, avec Katharine Hepburn
- 1964 : La Pie voleuse, court-métrage d'animation d'Emanuele Luzzati et Giulio Gianini
- 1971 : Orange mécanique de Stanley Kubrick, en ouverture pour des premières scènes du film
- 1984 : Il était une fois en Amérique de Sergio Leone, avec Robert De Niro
- 1985 : L'Honneur des Prizzi, de John Huston, avec Jack Nicholson
- 1986 : Good Morning Babilonia, des frères Taviani
- 2013 : Le Cœur des hommes 3, de Marc Esposito, musiques additionnelles (source : générique).
- 2024 : La Pie voleuse, de Robert Guédiguian (avec un titre inspiré de l'œuvre)